# Llista de curtmetratges de Bugs Bunny
Llista de curtmetratges d'animació on apareix Bugs Bunny. Aquest personatge ha protagonitzat, aproximadament, 166 curts.

## Curtmetratges de Bugs Bunny en ordre cronològic
NOTA: Els curtmetratges marcats amb un asterisc es troben en domini públic.
NOTA: Els curtmetratges marcats amb una (MM) són de la sèrie Merrie Melodies i els marcats amb un (LT) són de Looney Tunes.

## Curtmetratges que no formen part de la filmografia oficial i on apareix una versió prototípica del personatge

### Anys 1930
- Porky's Hare Hunt (1938)
- Prest-O Change-O (1939)
- Hare-um Scare-um (1939)

### Anys 1940
- Elmer's Candid Camera (1940)

## Filmografia oficial

### 1940
- A Wild Hare (MM; debut oficial)

### 1941

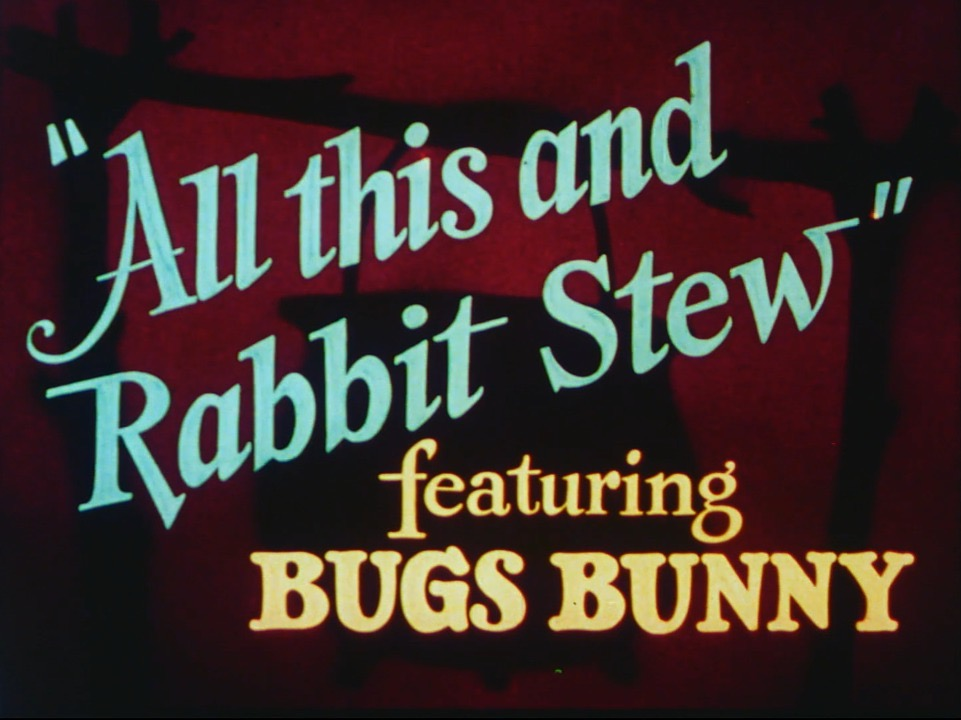
All This and Rabbit Stew.

- Elmer's Pet Rabbit (MM; el disseny del personatge és el mateix que el del curtmetratge prototípic Elmer's Candid Camera)
- Tortoise Beats Hare (MM)
- Hiawatha's Rabbit Hunt (MM)
- The Heckling Hare (MM)
- All This and Rabbit Stew* (MM; part del "Censored Eleven")
- Wabbit Twouble (MM)

### 1942
- The Wabbit Who Came to Supper* (MM)
- The Wacky Wabbit* (MM)
- Hold the Lion, Please (MM)
- Bugs Bunny Gets The Boid (MM)
- Fresh Hare* (MM)
- The Hare-Brained Hypnotist (MM)
- Case of the Missing Hare* (MM)

### 1943
- Tortoise Wins By a Hare (MM)
- Super-Rabbit (MM)

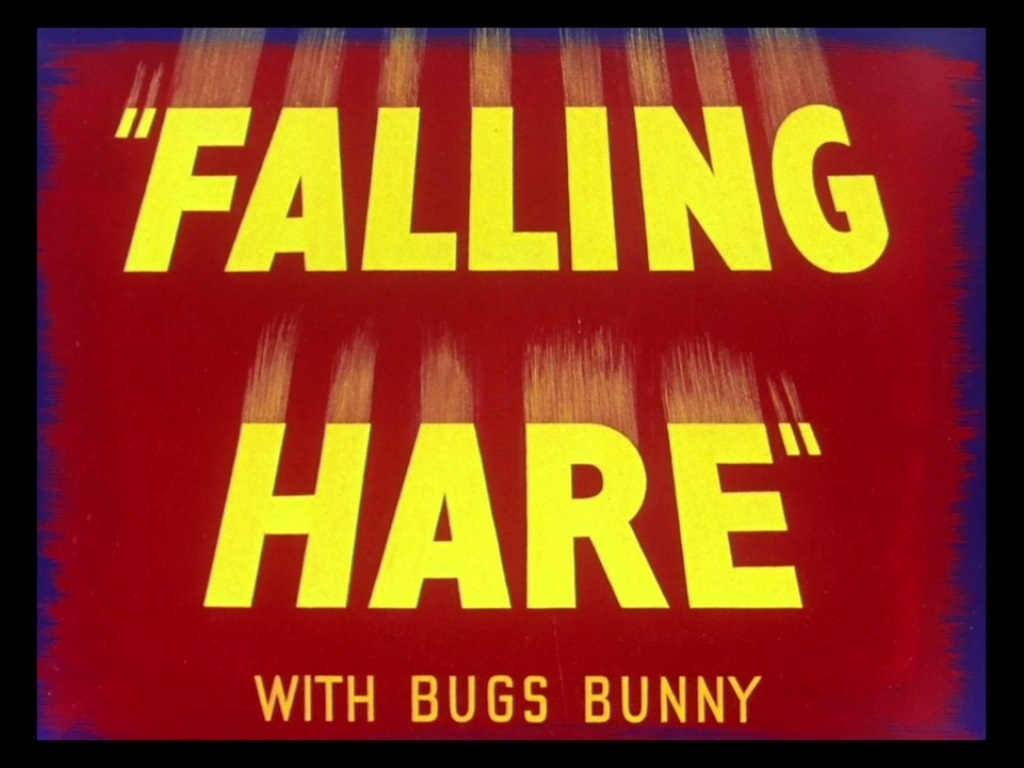
Falling Hare.

- Jack-Wabbit and the Beanstalk (MM)
- Wackiki Wabbit* (MM)
- Falling Hare* (MM)

### 1944
- Little Red Riding Rabbit (MM)
- What's Cookin' Doc? (MM)
- Hare Force (MM)

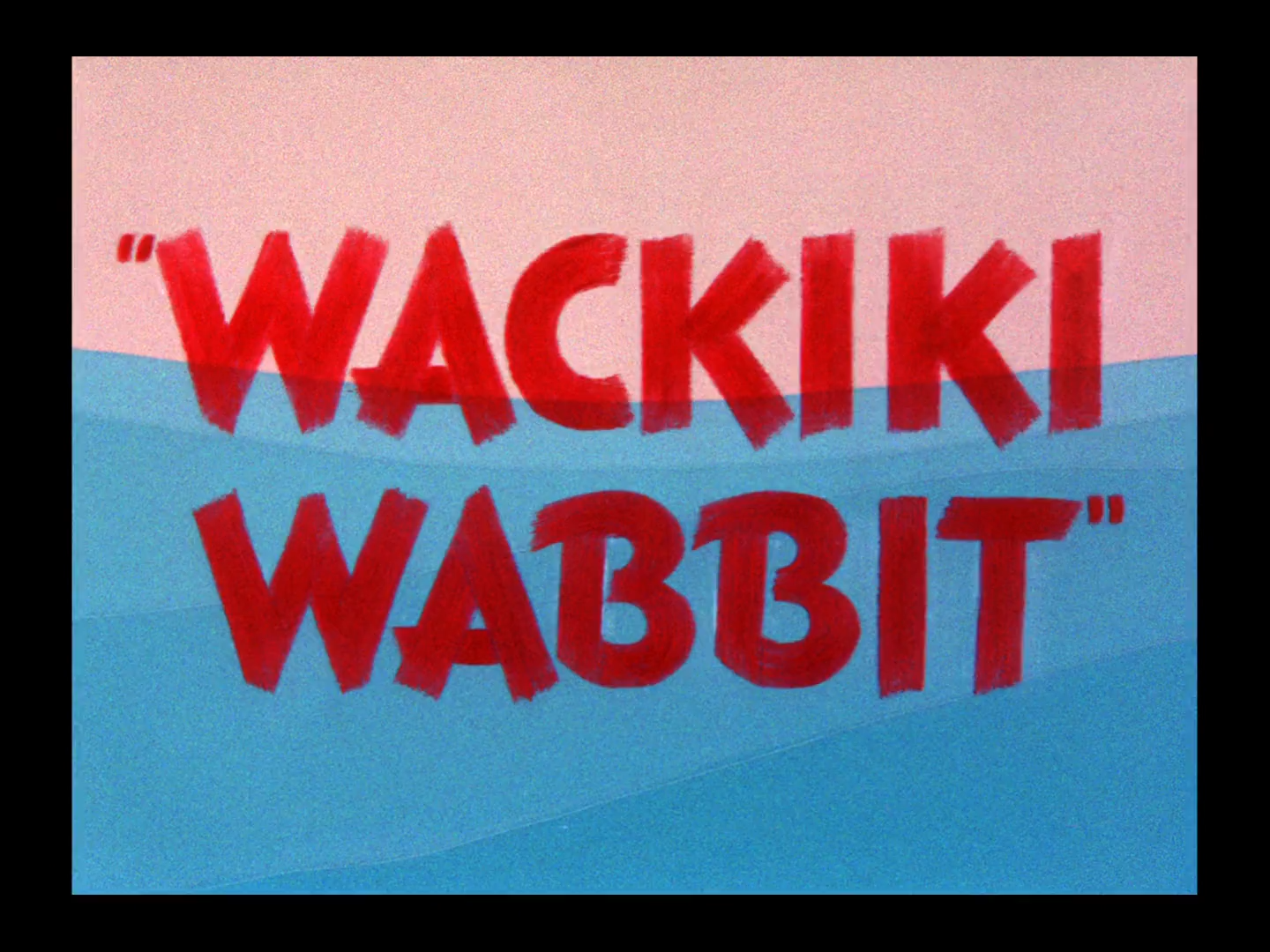
Wackiki Wabbit.

- Bugs Bunny and the Three Bears (MM)
- Bugs Bunny Nips the Nips (MM)
- Hare Ribbin' (MM)
- Buckaroo Bugs (LT)
- The Old Grey Hare (MM)
- Stage Door Cartoon (MM)

### 1945
- Herr Meets Hare (MM)
- The Unruly Hare (MM)
- Hare Trigger (MM)
- Hare Conditioned (LT)
- Hare Tonic (LT)

### 1946
- Baseball Bugs (LT)
- Hare Remover (MM)
- Hair-Raising Hare (MM)
- Acrobatty Bunny (LT)
- Racketeer Rabbit (LT)
- The Big Snooze (LT)
- Rhapsody Rabbit (MM)

### 1947
- Rabbit Transit (LT)
- A Hare Grows In Manhattan (MM)
- Easter Yeggs (LT)
- Slick Hare (MM)

### 1948
- Gorilla My Dreams (LT)
- A Feather in His Hare (LT)
- Rabbit Punch (MM)
- Buccaneer Bunny (LT)
- Bugs Bunny Rides Again (MM)
- Haredevil Hare (LT)
- Hot Cross Bunny (MM)
- Hare Splitter (MM)
- A-Lad-In His Lamp (LT)
- My Bunny Lies over the Sea (MM)

### 1949
- Hare Do (MM)
- Mississippi Hare (LT)
- Rebel Rabbit (MM)
- High Diving Hare (LT)
- Bowery Bugs (MM)
- Long-Haired Hare (LT)
- Knights Must Fall (MM)
- The Windblown Hare (LT)
- Frigid Hare (MM)
- Which Is Witch (LT)
- Rabbit Hood (MM)

### 1950
- Mutiny on the Bunny (LT)
- Homeless Hare (MM)
- Big House Bunny (LT)
- What's Up Doc? (LT)
- Hillbilly Hare (MM)
- Bunker Hill Bunny (MM)
- Bushy Hare (LT)
- Rabbit of Seville (LT)

### 1951
- Hare We Go (MM)
- Rabbit Every Monday (LT)
- Bunny Hugged (MM)
- The Fair-Haired Hare (LT)
- Rabbit Fire (LT)
- French Rarebit (MM)
- His Hare-Raising Tale (LT)
- Ballot Box Bunny (MM)
- Big Top Bunny (MM)

### 1952
- Operation: Rabbit (LT)
- 14 Carrot Rabbit (LT)
- Foxy by Proxy (MM)
- Water, Water Every Hare (LT)
- The Hasty Hare (LT)
- Oily Hare (MM)
- "Grey Hounded Hare" (LT)
- "Rabbit Hood" (MM)
- Rabbit Seasoning (MM)
- Rabbit's Kin (MM)
- Hare Lift (LT)

### 1953
- Forward March Hare (LT)
- Upswept Hare (MM)
- Southern Fried Rabbit (LT)
- "Hurdy-Gurdy Hare" (MM)
- Hare Trimmed (MM)
- Bully For Bugs (LT)
- Duck! Rabbit! Duck! (MM)
- Robot Rabbit (LT)

### 1954
- Captain Hareblower (MM)
- Bugs and Thugs (LT)
- No Parking Hare (LT)
- "8 Ball Bunny" (LT)
- Devil May Hare (LT)
- Bewitched Bunny (LT)
- Yankee Doodle Bugs (LT)
- Lumber Jack-Rabbit (LT)
- Baby Buggy Bunny (MM)

### 1955
- Beanstalk Bunny (MM)
- Sahara Hare (LT)
- Hare Brush (MM)
- Rabbit Rampage (LT)
- This Is a Life? (MM)
- Hyde and Hare (LT)
- Knight-mare Hare (MM)
- Roman Legion-Hare (LT)

### 1956
- Bugs' Bonnets (MM)
- Broom-Stick Bunny (LT)
- Rabbitson Crusoe (LT)
- Napoleon Bunny-Part (MM)
- Barbary Coast Bunny (LT)
- Half-Fare Hare (MM)
- A Star Is Bored (LT)
- Wideo Wabbit (MM)
- To Hare Is Human (MM)

### 1957
- Ali Baba Bunny (MM)
- Bedeviled Rabbit (MM)
- Piker's Peak (LT)
- What's Opera, Doc? (MM)
- Bugsy and Mugsy (LT)
- Show Biz Bugs (LT)
- Rabbit Romeo (MM)

### 1958
- Hare-Less Wolf (MM)
- Hare-Way to the Stars (LT)
- Now Hare This (LT)
- Knighty Knight Bugs (guanyador d'un Premi Oscar a millor curtmetratge d'animació) (LT)
- Pre-Hysterical Hare (LT)

### 1959
- Baton Bunny (LT)
- Hare-Abian Nights (MM)
- Apes of Wrath (MM)
- Backwoods Bunny (MM)
- Wild and Woolly Hare (LT)
- Bonanza Bunny (MM)
- A Witch's Tangled Hare (LT)
- People Are Bunny (MM)

### 1960
- Horse Hare (LT)
- Person To Bunny (MM)
- Rabbit's Feat (LT)
- From Hare to Heir (MM)
- Lighter Than Hare (MM)

### 1961
- The Abominable Snow Rabbit (LT)
- Compressed Hare (MM)
- Prince Violent (a televisió se li va canviar el nom pel de Prince Varmint) (LT)

### 1962
- Wet Hare (LT)
- Bill of Hare (MM)
- Shishkabugs (LT)

### 1963
- Devil's Feud Cake (MM)
- The Million Hare (LT)
- Hare-Breadth Hurry (LT)
- The Unmentionables (MM)
- Mad as a Mars Hare (MM)
- Transylvania 6-5000 (MM)

### 1964
- Dumb Patrol (LT)
- Dr. Devil and Mr. Hare (MM)
- The Iceman Ducketh (LT)
- False Hare (LT)

## Cameos
- Patient Porky (1940) (versió prototípica)
- Crazy Cruise (1942)
- Porky Pig's Feat (1943)
- Jasper Goes Hunting (1944) (Puppetoon de Paramount Pictures)
- Odor-able Kitty (1945)
- The Goofy Gophers (1947)
- The Lion's Busy (1950) (personatge de fons a una escena)
- Duck Amuck (1953)
- Frosty the Snowman TV program (1969)

### 1940
- "Patient Porky" (1940) (Cameo)
- A Corny Concerto (1943)*
- Any Bonds Today?*

### TV Specials
- Frosty the Snowman (1969) cameo
- Here Comes Peter Cottontail (1971)
- Bugs Bunny's Thanksgiving Diet (1977)
- How Bugs Bunny Won The West (1978)
- Bugs Bunny Howl Oween (1978)
- Bugs Bunny's Christmas Carol
- The Fright Before Christmas
- Bugs Bunny's Mother's Day Special (1979)

### 1980
- The Bugs Bunny Mystery Special (1980)
- Bugs Bunny's Busting Out All Over (1980)
- Spaced Out Bunny
- Portrait of the Artist as a Young Bunny
- Bugs Bunny's Wild World Of Sports (1989)
- Bugs Bunny's Mad World Of Television (1982)

### 1990
- Box Office Bunny (1990), veu per Jeff Bergman
- (Blooper) Bunny (1991), veu per Jeff Bergman
- Invasion of the Bunny Snatchers (1992), vveu per Jeff Bergman
- Carrotblanca (1995), veu per Greg Burson
- From Hare to Eternity (1996), veu per Greg Burson

### 2000
- Daffy Duck for President (2004), veu per Joe Alaskey
- Hare and Loathing in Las Vegas (Australia) (2004),veu per Joe Alaskey

## Llargmetratges
- Bugs Bunny: Superstar (1975)
- The Bugs Bunny-Road Runner Movie (1979)
- The Looney Looney Looney Bugs Bunny Movie (1981)
- Bugs Bunny's 3rd Movie: 1001 Rabbit Tales (1982)
- Daffy Duck's Quackbusters (1988)
- Qui ha enredat en Roger Rabbit? (1988) (cameo), veu per Mel Blanc
- Rover Dangerfield (1991) (veu), on TV
- Tiny Toon Adventures: How I Spent My Vacation (1992) (cameo), veu per Jeff Bergman
- Space Jam (1996), veu per Billy West
- Tweety's High-Flying Adventure (2000), veu per Joe Alaskey
- Looney Tunes: De nou en acció (Looney Tunes: Back in Action) (2003), veu per Joe Alaskey
- Beach Bunny (2005), veu per Billy West
- Bah, Humduck! A Looney Tunes Christmas (2006), veu per Billy West

## Pel·lículesDirect-to-DVD
- Justice League: The New Frontier (2008) -veu per Joe Alaskey

## Televisió
- Bugs Bunny's Looney Christmas Tales (1979)
  - Bugs Bunny's Christmas Carol
  - The Fright Before Christmas
- Bugs Bunny's Bustin' Out All Over (1980)
  - Portrait of the Artist as a Young Bunny
  - Spaced Out Bunny
- Tiny Toon Adventures (1990–1994), veu per Jeff Bergman
- Animaniacs (1993-1998) (Guest star), veu per Greg Burson
- Histeria! (1998-2001) (Guest star), veu per Billy West
- Baby Looney Tunes (2002-2006) (com Baby Bugs), veu per Sam Vincent
- Loonatics Unleashed (2005-2007) (com Ace Bunny), veu per Charlie Schlatter

## Curtmetratges en ordre alfabètic
Llista de curtmetratges de Bugs Bunny en ordre alfabètic.
Nota: Els títols que comencen amb un article (“A” o “The”) estan indexats per la lletra següent (ex., The Grey Hounded Hare apareix en la G).
Aquesta llista NO ÉS EXHAUSTIVA, sols hi apareixen curtmetratges amb noms similars per tal de fer més fàcil la seua identificació.

### A
| - The Abominable Snow Rabbit - Acrobatty Bunny | - A-Lad-In His Lamp - Ali Baba Bunny | - All This and Rabbit Stew - Apes of Wrath |

(tornar amunt)

#### B
| - Baby Buggy Bunny - Backwoods Bunny - Ballot Box Bunny - Barbary Coast Bunny - Baseball Bugs - Baton Bunny - Beanstalk Bunny - Bedevilled Rabbit - Bewitched Bunny - Big House Bunny - The Big Snooze | - Big Top Bunny - Bill of Hare - (Blooper) Bunny - Bonanza Bunny - Bowery Bugs - Box-Office Bunny - Broom-Stick Bunny - Buccaneer Bunny - Buckaroo Bugs - Bugs and Thugs | - Bugs' Bonnets - Bugs Bunny and the Three Bears - Bugs Bunny Gets the Boid - Bugs Bunny Rides Again - Bugs Bunny's Christmas Carol - Bugsy and Mugsy - Bully for Bugs - Bunker Hill Bunny - Bunny Hugged - Bushy Hare |

(tornar amunt)

#### C
| - Captain Hareblower - Carrotblanca | - Case of the Missing Hare - Compressed Hare | - A Corny Concerto |

(tornar amunt)

#### D
| - Devil May Hare - Devil's Feud Cake | - Dr. Devil and Mr. Hare - Duck Amuck | - Duck! Rabbit, Duck! - Dumb Patrol |

(tornar amunt)

#### E
| - Easter Yeggs - 8 Ball Bunny | - Elmer's Candid Camera - Elmer's Pet Rabbit |  |

(tornar amunt)

#### F
| - The Fair-Haired Hare - Falling Hare - False Hare - 14 Carrot Rabbit | - Forward March Hare - Foxy By Proxy - French Rarebit - Fresh Hare | - Fright Before Christmas - Frigid Hare - From Hare To Eternity - From Hare To Heir |

(tornar amunt)

#### G
- Gorilla My Dreams
- The Grey Hounded Hare

(tornar amunt)

#### H
| - Hair-Raising Hare - Half-Fare Hare - Hare Brush - Hare Conditioned - Hare Do - Hare Force - A Hare Grows In Manhattan - Hare Lift - Hare Remover - Hare Ribbin' - Hare Splitter - Hare Tonic | - Hare Trigger - Hare Trimmed - Hare We Go - Hare-Abian Nights - The Hare-Brained Hypnotist - Hare-Breadth Hurry - Hare-Less Wolf - Hare-um Scare-um - Hare-Way to the Stars - Haredevil Hare - The Hasty Hare | - The Heckling Hare - Hiawatha's Rabbit Hunt - High Diving Hare - Hillbilly Hare - His Hare-Raising Tale - Hold the Lion, Please - Homeless Hare - Horse Hare - Hot Cross Bunny - Hurdy-Gurdy Hare - Hyde and Hare |

(tornar amunt)
| - The Iceman Ducketh - Invasion of the Bunny Snatchers | - Jack-Wabbit and the Beanstalk | - Knight-mare Hare - Knights Must Fall - Knighty Knight Bugs |

(tornar amunt)
| - Lighter Than Hare - Little Red Riding Rabbit - Long-Haired Hare - Lumber Jack-Rabbit | - Mad as a Mars Hare - The Million Hare - Mutiny on the Bunny - My Bunny Lies over the Sea | - Napoleon Bunny-Part - No Parking Hare - Now, Hare This |

(tornar amunt)

#### O
- Oily Hare
- The Old Grey Hare
- Operation: Rabbit

(tornar amunt)

#### P
| - People Are Bunny - Person To Bunny - Piker's Peak | - Porky Pig's Feat (cameo) - Porky's Hare Hunt - Portrait of the Artist as a Young Bunny | - Pre-Hysterical Hare - Prest-O Change-O - Prince Violent |

(tornar amunt)

#### R
| - Rabbit Every Monday - Rabbit Fire - Rabbit Hood - Rabbit of Seville - Rabbit Punch - Rabbit Rampage | - Rabbit Romeo - Rabbit Seasoning - Rabbit Transit - Rabbit's Feat - Rabbit's Kin - Rabbitson Crusoe | - Racketeer Rabbit - Rebel Rabbit - Rhapsody Rabbit - Robot Rabbit - Roman Legion-Hare |

(tornar amunt)

#### S
| - Sahara Hare - Shishkabugs - Show Biz Bugs | - Slick Hare - Southern Fried Rabbit - Spaced Out Bunny | - Stage Door Cartoon - A Star Is Bored - Super-Rabbit |

(tornar amunt)

#### T
| - This Is a Life? - To Hare Is Human | - Tortoise Beats Hare - Tortoise Wins by a Hare | - Transylvania 6-5000 (1963 film) |

(tornar amunt)

#### U
- The Unmentionables
- The Unruly Hare
- Upswept Hare

(tornar amunt)

#### W
| - Wabbit Twouble - The Wabbit Who Came to Supper - Wackiki Wabbit - The Wacky Wabbit - Water, Water Every Hare | - Wet Hare - What's Cookin' Doc? - What's Opera, Doc? - What's Up Doc? - Wideo Wabbit | - Wild and Woolly Hare - The Wild Hare - The Windblown Hare - A Witch's Tangled Hare |

(tornar amunt)

#### Y
- Yankee Doodle Bugs

(tornar amunt)